# Karvsjön
Karvsjön är en sjö i Sollefteå kommun i Ångermanland och ingår i Ångermanälvens huvudavrinningsområde. Sjön har en area på 1,87 kvadratkilometer och ligger 238 meter över havet. Sjön avvattnas av vattendraget Karvsjöån.

## Delavrinningsområde
Karvsjön ingår i det delavrinningsområde (704630-156517) som SMHI kallar för Utloppet av Karvsjön. Medelhöjden är 296 meter över havet och ytan är 16,66 kvadratkilometer. Det finns inga avrinningsområden uppströms utan avrinningsområdet är högsta punkten. Karvsjöån som avvattnar avrinningsområdet har biflödesordning 3, vilket innebär att vattnet flödar genom totalt 3 vattendrag innan det når havet efter 165 kilometer. Avrinningsområdet består mestadels av skog (72 procent) och sankmarker (13 procent). Avrinningsområdet har 1,87 kvadratkilometer vattenytor vilket ger det en sjöprocent på 11,2 procent.